# Уранбашский сельсовет
Уранбашский сельсовет — сельское поселение в Октябрьском районе Оренбургской области Российской Федерации.
Административный центр — посёлок Уранбаш.

## История
9 марта 2005 года в соответствии с законом Оренбургской области № 1921/358-III-ОЗ образовано сельское поселение Уранбашский сельсовет, установлены границы муниципального образования.

## Население
| 2010 | 2012 | 2013 | 2014 | 2015 | 2016 | 2017 |
| ---- | ---- | ---- | ---- | ---- | ---- | ---- |
| 734  | ↘733 | ↘721 | ↘688 | ↘679 | ↘659 | ↘623 |
| 2018 | 2019 | 2020 | 2021 |      |      |      |
| ↘609 | ↘582 | ↘572 | ↘562 |      |      |      |

## Состав сельского поселения
| № | Населённый пункт | Тип населённого пункта          | Население |
| - | ---------------- | ------------------------------- | --------- |
| 1 | Ивановка         | село                            | 32        |
| 2 | Портнов          | село                            | 70        |
| 3 | Уранбаш          | посёлок, административный центр | 632       |